# Condado de Wilson (Tennessee)
El condado de Wilson (en inglés: Wilson County, Tennessee), fundado en 1799, es uno de los 95 condados del estado estadounidense de Tennessee. En el año 2000 tenía una población de 88.809 habitantes con una densidad poblacional de 60 personas por km². La sede del condado es Lebanon.

## Geografía
Según la Oficina del Censo, el condado tiene un área total de 1510 km² (583 mi²), de la cual 1478 km² (570,7 mi²) es tierra y 34 km² (13,1 mi²) es agua.

### Condados adyacentes
- Condado de Trousdale norte
- Condado de Smith noreste
- Condado de DeKalb este
- Condado de Cannon sureste
- Condado de Rutherford sur
- Condado de Davidson oeste
- Condado de Sumner noroeste

## Demografía
En el 2000 la renta per cápita promedia del condado era de $50,140, y el ingreso promedio para una familia era de $56,650. El ingreso per cápita para el condado era de $22,739. En 2000 los hombres tenían un ingreso per cápita de $39,848 contra $26,794 para las mujeres. Alrededor del 6.70% de la población estaba bajo el umbral de pobreza nacional.

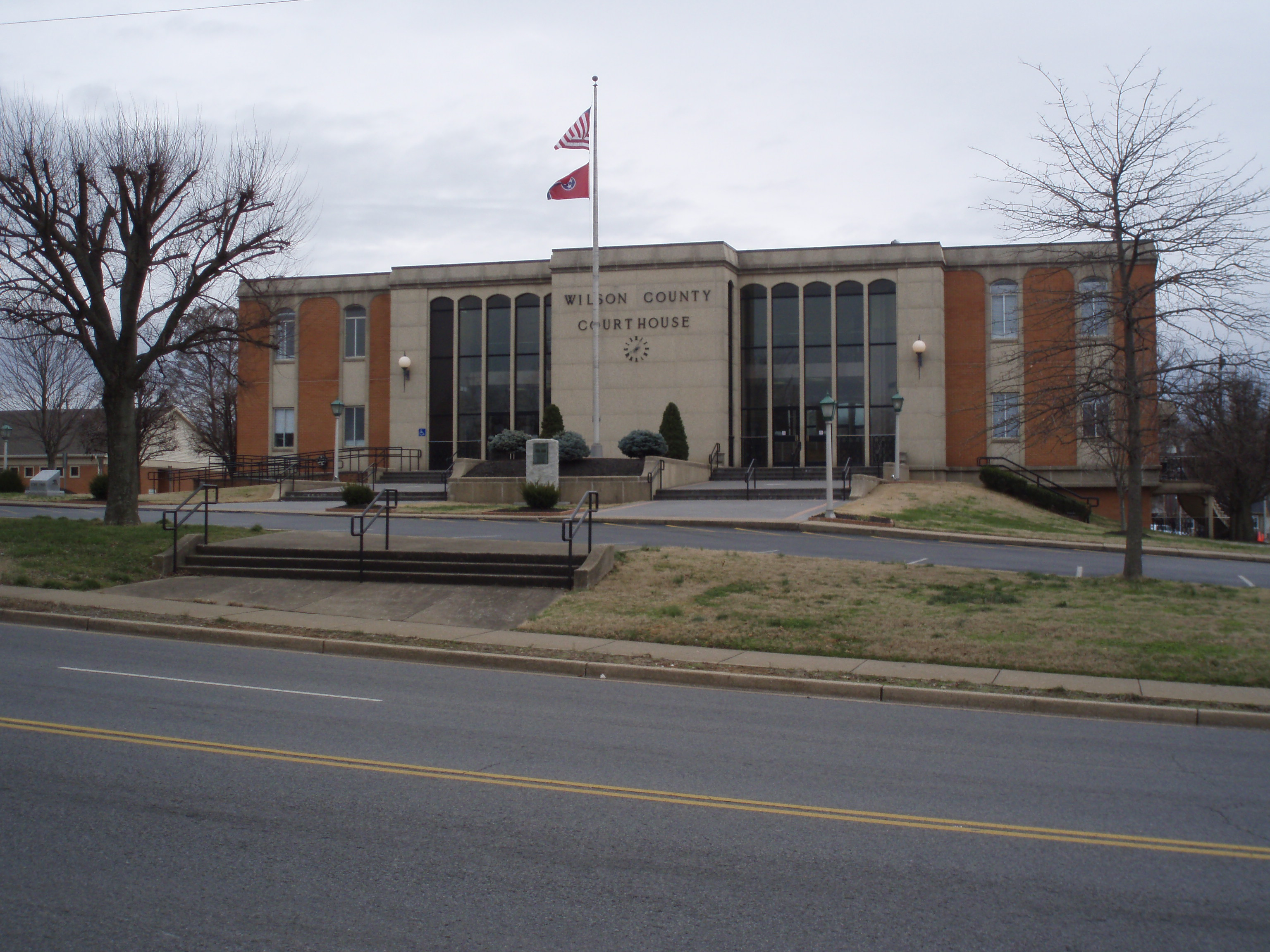
El palacio de justicia del Condado de Wilson en Lebanon, Tennessee

## Lugares

### Ciudades y pueblos
- Lebanon
- Mt. Juliet
- Watertown

### Comunidades no incorporadas
- Belinda City
- Cainsville
- Cherry Valley
- Couchville
- Gladeville
- Green Hill
- Hurricane
- LaGuardo
- Leeville
- Martha
- Norene
- Possum Town
- Prosperity
- Rural Hill
- Shop Springs
- Statesville
- Suggs Creek
- Tuckers Crossroads
- Vine